# Medghassen

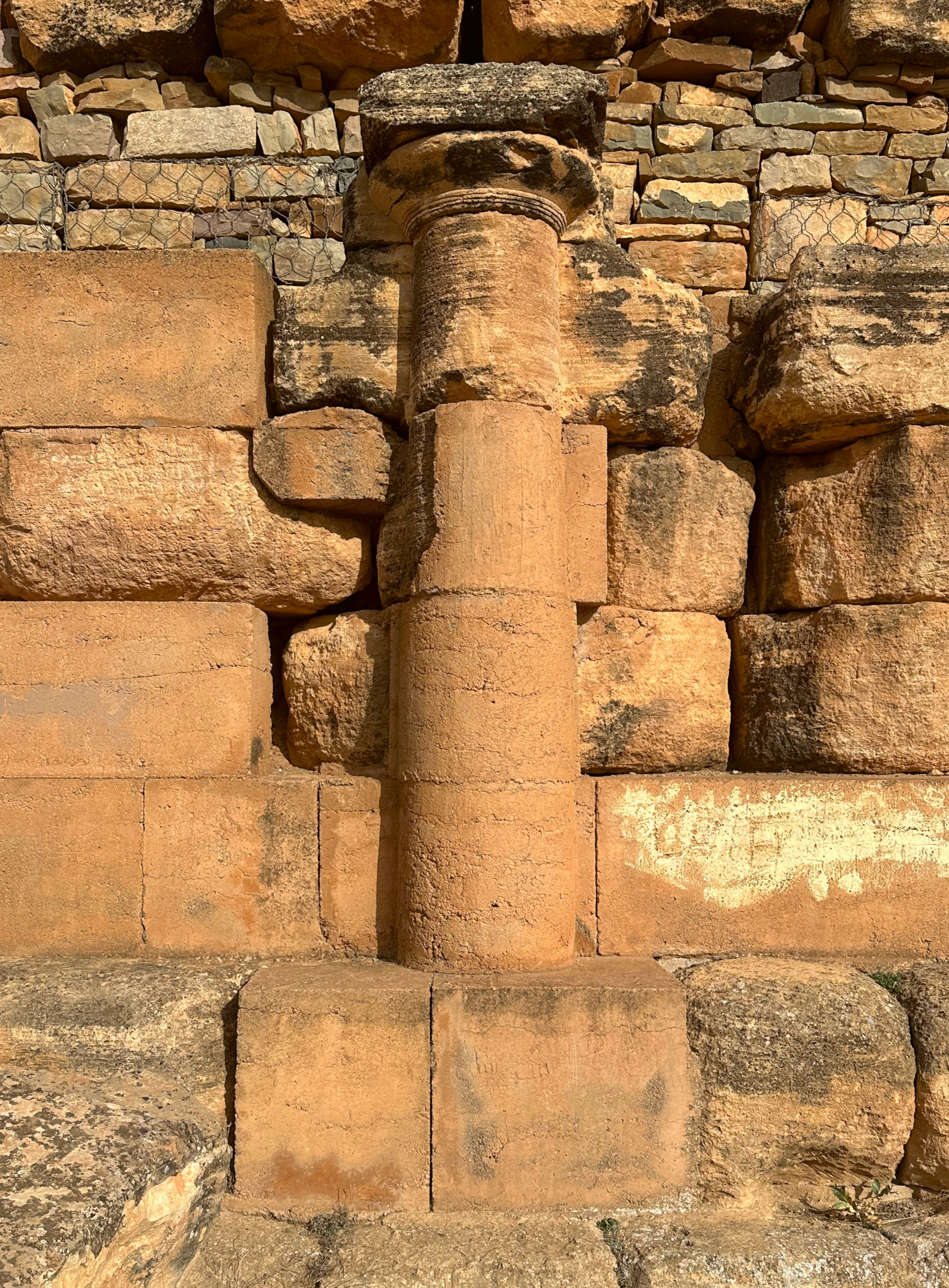
Una de las columnas de orden dórico.

Madghacen, Medracen,  Medghassen, Madghis también escrito como Imadghassen, en correcta ortografía bereber ⵉⵎⴷⵖⴰⵙⵏ2, imedghasen es un mausoleo-templo de los reyes de bereberes de Numidia, que se encuentra cerca de la ciudad de Batna en Aurasius Mons en Numidia - Argelia .
Aunque independiente, el reino de Numidia estaba cada vez más implicado en la política del poder mediterráneo, y un arquitecto familiarizado con la arquitectura clásica rodeó la sección vertical del muro en la base con columnas adosadas de orden dórico, "de grandes proporciones y fustes lisos, bajo una cornisa en caveto". Todo el exterior estaba, y en gran parte sigue estando, cubierto con un revestimiento de piedra, el cono recto de la parte superior (excepto una parte superior plana) formado en escalones, del tipo de las pirámides de Egipto.
Medracen es un túmulo de piedra de 58,9 metros de diámetro y 18,5 metros de altura. Presenta una sección cilíndrica decorada perimetralmente con 60 semicolumnas dóricas y tres falsas puerta.

## Historia
Madghis era un rey de reinos independientes de la Numidia, entre 300 a 200 a. C., cerca del tiempo del vecino rey Masinisa y sus primeros contactos romanos. 
Dijeron Ibn Jaldún y Yassine Bouharrou que Madghis es un antepasado de los bereberes de la rama Botr: Zenata, Banu Ifran, Maghrawa (Aimgharen), Mariní, Zianid, Wattásida, etc.,